# Gazoduc Urucu-Manaus
Le gazoduc Urucu-Manaus est un gazoduc situé au Brésil entre le champ gazier Urucu et la ville de Manaus. Il appartient à Petrobras. Il mesure 661 kilomètres et a été inauguré en novembre 2009, alors que sa construction a commencé en 2006. Il possède une capacité de transport de 4,1 millions de m³ par jour. Il dessert plusieurs villes notamment Coari, Manacapuru et Manaus.